# La Grange (Wyoming)
La Grange és una població dels Estats Units a l'estat de Wyoming. Segons el cens del 2000 tenia 332 habitants.

## Demografia
Segons el cens del 2000, La Grange tenia 332 habitants, 86 habitatges, i 57 famílies. La densitat de població era de 337,3 habitants/km².
Dels 86 habitatges en un 31,4% hi vivien nens de menys de 18 anys, en un 58,1% hi vivien parelles casades, en un 9,3% dones solteres, i en un 32,6% no eren unitats familiars. En el 29,1% dels habitatges hi vivien persones soles el 10,5% de les quals corresponia a persones de 65 anys o més que vivien soles. El nombre mitjà de persones vivint en cada habitatge era de 2,66 i el nombre mitjà de persones que vivien en cada família era de 3,4.
Per edats la població es repartia de la següent manera: un 21,7% tenia menys de 18 anys, un 39,8% entre 18 i 24, un 16,9% entre 25 i 44, un 10,5% de 45 a 60 i un 11,1% 65 anys o més.
L'edat mediana era de 22 anys. Per cada 100 dones de 18 o més anys hi havia 100 homes.
La renda mediana per habitatge era de 18.750 $ i la renda mediana per família de 27.917 $. Els homes tenien una renda mediana de 16.875 $ mentre que les dones 11.250 $. La renda per capita de la població era de 8.056 $. Entorn del 28,3% de les famílies i el 24,6% de la població estaven per davall del llindar de pobresa.

## Poblacions més properes
El següent diagrama mostra les poblacions més properes.